# Garavelo
Garavelo é um bairro da região sudoeste de Goiânia e também de Aparecida de Goiânia. O nome é da família do empresário Luiz Antônio Garavelo, que desenvolveu grandes projetos de loteamento na cidade na década dos anos de 1970 e 1980. O Garavelo é subdivido em várias regiões como (Garavelo A, Garavelo B e Garavelo C) sendo que apenas uma delas pertence à Goiânia, a que está às margens da GO-040.
Segundo dados do Instituto Brasileiro de Geografia e Estatística (IBGE), divulgados pela prefeitura, no Censo 2010 a população da parte goianiense do Garavelo era de 4.586 pessoas.

## História
O bairro surgiu na década de 70, quando Freud de Melo, o prefeito de Aparecida de Goiânia da época aprovou a criação do bairro . Tal era muito distante do centro da cidade e não contava com nenhum tipo de infraestrutura, nem transporte coletivo. Entretanto, com o tempo o bairro foi crescendo e ganhando infraestrutura.
Hoje o bairro é influente no comércio da região, a população já passou dos cinquenta mil habitantes.